# NGC 2625
NGC 2625 è una piccola galassia a spirale situata nella costellazione del Cancro, a una distanza di circa 231 milioni di anni luce dalla nostra Via Lattea.

## Scoperta
La galassia è stata scoperta il 30 ottobre 1864 dall'astronomo tedesco Albert Marth.

## Descrizione
NGC 2625 è una galassia il cui nucleo è luminoso nell'ultravioletto; è inserita nel catalogo di Markarian con il codice Mrk 625 (MK 625).
Wolfgang Steinicke classifica questa galassia come ellittica, ma le immagini riprese nel corso dell'indagine SDSS mostrano la presenza di almeno un braccio di spirale che si diparte dal nucleo della galassia. Nella stessa area di cielo, a poca distanza è visibile anche la galassia NGC 2624.